# Рахонема
Рахонема (ок. 2500 г. до н.э.) была египетским музыкантом, управляющей певиц и табуристов (барабанщиков) в своём храме.
На протяжении всей истории Египта женщины в полной мере участвовали в религиозных церемониях и в сопровождающей их музыке. Многие египетские женщины-музыканты были обучены для службы в храмах, а также должны были использовать музыку в других случаях, помимо храмовой церемонии. Женщины, жившие во дворцах, выступали, используя те же музыкальные идеи и идиомы, которые использовались в религиозных ритуалах. Рахонема была и главной управляющей младших жен, и руководительницей музыкальных исполнительниц. У неё был тот же титул, что и у жрицы-музыканта.
Её имя включено в композицию «Этаж наследия» Джуди Чикаго.